# Eleições autárquicas portuguesas de 2009 na Madeira
| Eleições autárquicas portuguesas de 2009 Distritos: Aveiro \| Beja \| Braga \| Bragança \| Castelo Branco \| Coimbra \| Évora \| Faro \| Guarda \| Leiria \| Lisboa \| Portalegre \| Porto \| Santarém \| Setúbal \| Viana do Castelo \| Vila Real \| Viseu \| Açores \| Madeira |

## Resultados por Concelho
Os resultados nos Concelhos da Região Autónoma da Madeira foram os seguintes:

### Calheta
| Partido                 | Partido                        | Votos  | %               | +/-  | Vereadores | +/-     |
| ----------------------- | ------------------------------ | ------ | --------------- | ---- | ---------- | ------- |
|                         | Partido Social Democrata       | 4 623  | 64,13 / 100,00  | 0,74 | 6 / 7      | 1       |
|                         | CDS – Partido Popular          | 1 442  | 20,00 / 100,00  | 4,56 | 1 / 7      | 1       |
|                         | Partido Socialista             | 763    | 10,58 / 100,00  | 3,41 | 0 / 7      | Estável |
|                         | Coligação Democrática Unitária | 74     | 1,03 / 100,00   | 0,10 | 0 / 7      | Estável |
|                         | Bloco de Esquerda              | 67     | 0,93 / 100,00   | 0,02 | 0 / 7      | Estável |
|                         | Partido da Terra               | 56     | 0,78 / 100,00   | -    | 0 / 7      | -       |
| Votos Inválidos         | Votos Inválidos                | 184    | 2,55 / 100,00   | 0,29 |            |         |
| Total                   | Total                          | 7 209  | 100,00 / 100,00 |      | 7 / 7      |         |
| Eleitorado/Participação | Eleitorado/Participação        | 12 580 | 57,31 / 100,00  | 7,52 |            |         |

### Câmara de Lobos
| Partido                 | Partido                        | Votos  | %               | +/-   | Vereadores | +/-     |
| ----------------------- | ------------------------------ | ------ | --------------- | ----- | ---------- | ------- |
|                         | Partido Social Democrata       | 7 391  | 45,82 / 100,00  | 15,54 | 4 / 7      | 3       |
|                         | Partido Socialista             | 2 249  | 13,94 / 100,00  | 3,73  | 1 / 7      | Estável |
|                         | Partido da Terra               | 2 129  | 13,20 / 100,00  | -     | 1 / 7      | -       |
|                         | CDS – Partido Popular          | 1 618  | 10,03 / 100,00  | 3,11  | 1 / 7      | 1       |
|                         | Partido da Nova Democracia     | 901    | 5,59 / 100,00   | -     | 0 / 7      | -       |
|                         | Coligação Democrática Unitária | 850    | 5,27 / 100,00   | 1,22  | 0 / 7      | Estável |
|                         | Bloco de Esquerda              | 471    | 2,92 / 100,00   | 0,29  | 0 / 7      | Estável |
| Votos Inválidos         | Votos Inválidos                | 520    | 3,22 / 100,00   | 1,14  |            |         |
| Total                   | Total                          | 16 129 | 100,00 / 100,00 |       | 7 / 7      |         |
| Eleitorado/Participação | Eleitorado/Participação        | 31 222 | 51,66 / 100,00  | 6,13  |            |         |

### Funchal
| Partido                 | Partido                        | Votos   | %               | +/-   | Vereadores | +/-     |
| ----------------------- | ------------------------------ | ------- | --------------- | ----- | ---------- | ------- |
|                         | Partido Social Democrata       | 29 227  | 52,20 / 100,00  | 1,97  | 7 / 11     | 1       |
|                         | Partido Socialista             | 7 584   | 13,54 / 100,00  | 11,61 | 1 / 11     | 2       |
|                         | CDS – Partido Popular          | 5 617   | 10,03 / 100,00  | 2,23  | 1 / 11     | Estável |
|                         | Partido da Nova Democracia     | 4 737   | 8,46 / 100,00   | -     | 1 / 11     | -       |
|                         | Coligação Democrática Unitária | 3 846   | 6,87 / 100,00   | 1,46  | 1 / 11     | Estável |
|                         | Bloco de Esquerda              | 2 433   | 4,35 / 100,00   | 0,67  | 0 / 11     | Estável |
|                         | Partido da Terra               | 1 166   | 2,08 / 100,00   | -     | 0 / 11     | -       |
| Votos Inválidos         | Votos Inválidos                | 1 382   | 2,47 / 100,00   | 0,98  |            |         |
| Total                   | Total                          | 55 992  | 100,00 / 100,00 |       | 11 / 11    |         |
| Eleitorado/Participação | Eleitorado/Participação        | 106 155 | 52,75 / 100,00  | 5,04  |            |         |

### Machico
| Partido                 | Partido                        | Votos  | %               | +/-  | Vereadores | +/-     |
| ----------------------- | ------------------------------ | ------ | --------------- | ---- | ---------- | ------- |
|                         | Partido Social Democrata       | 6 185  | 50,13 / 100,00  | 7,44 | 4 / 7      | Estável |
|                         | Partido Socialista             | 4 879  | 39,54 / 100,00  | 2,43 | 3 / 7      | Estável |
|                         | CDS – Partido Popular          | 377    | 3,06 / 100,00   | 2,17 | 0 / 7      | Estável |
|                         | Partido da Terra               | 224    | 1,82 / 100,00   | -    | 0 / 7      | -       |
|                         | Bloco de Esquerda              | 220    | 1,78 / 100,00   | 0,83 | 0 / 7      | Estável |
|                         | Coligação Democrática Unitária | 180    | 1,46 / 100,00   | 0,47 | 0 / 7      | Estável |
| Votos Inválidos         | Votos Inválidos                | 273    | 2,21 / 100,00   | 0,28 |            |         |
| Total                   | Total                          | 12 338 | 100,00 / 100,00 |      | 7 / 7      |         |
| Eleitorado/Participação | Eleitorado/Participação        | 20 947 | 58,90 / 100,00  | 3,18 |            |         |

### Ponta do Sol
| Partido                 | Partido                        | Votos | %               | +/-   | Vereadores | +/-     |
| ----------------------- | ------------------------------ | ----- | --------------- | ----- | ---------- | ------- |
|                         | Partido Social Democrata       | 3 743 | 71,55 / 100,00  | 22,91 | 4 / 5      | 1       |
|                         | Partido Socialista             | 796   | 15,22 / 100,00  | 30,89 | 1 / 5      | 1       |
|                         | CDS – Partido Popular          | 337   | 6,44 / 100,00   | 4,13  | 0 / 5      | Estável |
|                         | Bloco de Esquerda              | 98    | 1,87 / 100,00   | 1,13  | 0 / 5      | Estável |
|                         | Coligação Democrática Unitária | 91    | 1,74 / 100,00   | 1,13  | 0 / 5      | Estável |
|                         | Partido da Terra               | 60    | 1,15 / 100,00   | -     | 0 / 5      | -       |
| Votos Inválidos         | Votos Inválidos                | 106   | 2,03 / 100,00   | 0,44  |            |         |
| Total                   | Total                          | 5 231 | 100,00 / 100,00 |       | 5 / 5      |         |
| Eleitorado/Participação | Eleitorado/Participação        | 9 373 | 55,81 / 100,00  | 12,70 |            |         |

### Porto Moniz
| Partido                 | Partido                        | Votos | %               | +/-  | Vereadores | +/-     |
| ----------------------- | ------------------------------ | ----- | --------------- | ---- | ---------- | ------- |
|                         | Partido Social Democrata       | 1 149 | 50,95 / 100,00  | 0,03 | 3 / 5      | Estável |
|                         | Partido Socialista             | 1 024 | 45,41 / 100,00  | 0,48 | 2 / 5      | Estável |
|                         | CDS – Partido Popular          | 32    | 1,42 / 100,00   | 0,20 | 0 / 5      | Estável |
|                         | Coligação Democrática Unitária | 8     | 0,35 / 100,00   | 0,04 | 0 / 5      | Estável |
| Votos Inválidos         | Votos Inválidos                | 42    | 1,86 / 100,00   | 0,20 |            |         |
| Total                   | Total                          | 2 255 | 100,00 / 100,00 |      | 5 / 5      |         |
| Eleitorado/Participação | Eleitorado/Participação        | 3 443 | 65,50 / 100,00  | 6,75 |            |         |

### Porto Santo
| Partido                 | Partido                        | Votos | %               | +/-   | Vereadores | +/-     |
| ----------------------- | ------------------------------ | ----- | --------------- | ----- | ---------- | ------- |
|                         | Partido Social Democrata       | 2 245 | 68,59 / 100,00  | 4,65  | 4 / 5      | Estável |
|                         | Partido Socialista             | 750   | 22,91 / 100,00  | 1,19  | 1 / 5      | Estável |
|                         | CDS – Partido Popular          | 102   | 3,12 / 100,00   | 2,17  | 0 / 5      | Estável |
|                         | Bloco de Esquerda              | 48    | 1,47 / 100,00   | 0,71  | 0 / 5      | Estável |
|                         | Partido da Terra               | 30    | 0,92 / 100,00   | -     | 0 / 5      | -       |
|                         | Coligação Democrática Unitária | 18    | 0,55 / 100,00   | 0,11  | 0 / 5      | Estável |
| Votos Inválidos         | Votos Inválidos                | 80    | 2,44 / 100,00   | 0,21  |            |         |
| Total                   | Total                          | 3 273 | 100,00 / 100,00 |       | 5 / 5      |         |
| Eleitorado/Participação | Eleitorado/Participação        | 5 269 | 62,12 / 100,00  | 10,39 |            |         |

### Ribeira Brava
| Partido                 | Partido                        | Votos  | %               | +/-   | Vereadores | +/-     |
| ----------------------- | ------------------------------ | ------ | --------------- | ----- | ---------- | ------- |
|                         | Partido Social Democrata       | 4 245  | 57,68 / 100,00  | 12,60 | 5 / 7      | 1       |
|                         | Partido Socialista             | 1 381  | 18,77 / 100,00  | 2,55  | 1 / 7      | Estável |
|                         | CDS – Partido Popular          | 949    | 12,90 / 100,00  | 8,06  | 1 / 7      | 1       |
|                         | Partido da Terra               | 199    | 2,70 / 100,00   | -     | 0 / 7      | -       |
|                         | Coligação Democrática Unitária | 177    | 2,41 / 100,00   | 0,03  | 0 / 7      | Estável |
|                         | Bloco de Esquerda              | 150    | 2,04 / 100,00   | 0,31  | 0 / 7      | Estável |
| Votos Inválidos         | Votos Inválidos                | 258    | 3,51 / 100,00   | 0,67  |            |         |
| Total                   | Total                          | 7 359  | 100,00 / 100,00 |       | 7 / 7      |         |
| Eleitorado/Participação | Eleitorado/Participação        | 13 647 | 53,92 / 100,00  | 6,84  |            |         |

### Santa Cruz
| Partido                 | Partido                        | Votos  | %               | +/-   | Vereadores | +/-     |
| ----------------------- | ------------------------------ | ------ | --------------- | ----- | ---------- | ------- |
|                         | Partido Social Democrata       | 8 434  | 41,88 / 100,00  | 4,91  | 3 / 7      | 1       |
|                         | Juntos pelo Povo               | 6 449  | 32,03 / 100,00  | Novo  | 3 / 7      | Novo    |
|                         | Partido Socialista             | 2 625  | 13,04 / 100,00  | 27,32 | 1 / 7      | 2       |
|                         | Coligação Democrática Unitária | 1 014  | 5,04 / 100,00   | 1,79  | 0 / 7      | Estável |
|                         | Partido da Terra               | 950    | 4,72 / 100,00   | -     | 0 / 7      | -       |
| Votos Inválidos         | Votos Inválidos                | 665    | 3,30 / 100,00   | 0,02  |            |         |
| Total                   | Total                          | 20 137 | 100,00 / 100,00 |       | 7 / 7      |         |
| Eleitorado/Participação | Eleitorado/Participação        | 34 167 | 58,94 / 100,00  | 5,90  |            |         |

### Santana
| Partido                 | Partido                        | Votos | %               | +/-  | Vereadores | +/-     |
| ----------------------- | ------------------------------ | ----- | --------------- | ---- | ---------- | ------- |
|                         | Partido Social Democrata       | 3 101 | 58,45 / 100,00  | 0,31 | 4 / 5      | 1       |
|                         | Partido Socialista             | 1 188 | 22,39 / 100,00  | 6,99 | 1 / 5      | 1       |
|                         | CDS – Partido Popular          | 638   | 12,03 / 100,00  | 6,66 | 0 / 5      | Estável |
|                         | Bloco de Esquerda              | 85    | 1,60 / 100,00   | 0,31 | 0 / 5      | Estável |
|                         | Coligação Democrática Unitária | 83    | 1,56 / 100,00   | 0,02 | 0 / 5      | Estável |
|                         | Partido da Terra               | 42    | 0,79 / 100,00   | -    | 0 / 5      | -       |
| Votos Inválidos         | Votos Inválidos                | 168   | 3,17 / 100,00   | 1,08 |            |         |
| Total                   | Total                          | 5 305 | 100,00 / 100,00 |      | 5 / 5      |         |
| Eleitorado/Participação | Eleitorado/Participação        | 9 080 | 58,43 / 100,00  | 3,35 |            |         |

### São Vicente
| Partido                 | Partido                        | Votos | %               | +/-   | Vereadores | +/-     |
| ----------------------- | ------------------------------ | ----- | --------------- | ----- | ---------- | ------- |
|                         | Partido Social Democrata       | 1 845 | 48,78 / 100,00  | 3,35  | 3 / 5      | Estável |
|                         | Partido Socialista             | 1 273 | 33,66 / 100,00  | 7,14  | 2 / 5      | Estável |
|                         | CDS – Partido Popular          | 476   | 12,59 / 100,00  | 10,35 | 0 / 5      | Estável |
|                         | Coligação Democrática Unitária | 28    | 0,74 / 100,00   | 0,08  | 0 / 5      | Estável |
|                         | Bloco de Esquerda              | 24    | 0,63 / 100,00   | 0,06  | 0 / 5      | Estável |
| Votos Inválidos         | Votos Inválidos                | 136   | 3,60 / 100,00   | 0,16  |            |         |
| Total                   | Total                          | 3 782 | 100,00 / 100,00 |       | 5 / 5      |         |
| Eleitorado/Participação | Eleitorado/Participação        | 6 751 | 56,02 / 100,00  | 6,15  |            |         |